# (444030) 2004 NT33
(444030) 2004 NT33 là một thiên thể bên ngoài sao Hải Vương cổ điển và là hành tinh lùn có thể có nằm trong vành đai Kuiper ở khu vực ngoài cùng của Hệ Mặt trời, đường kính khoảng 450 km. Nó được phát hiện vào ngày 13 tháng 7 năm 2004, bởi các nhà thiên văn học tại Đài thiên văn Palomar, California, Hoa Kỳ.

## Quỹ đạo và phân loại
2004 NT33 là một "cubewano", một thiên thể cổ điển, có độ lệch tâm thấp trong vành đai Kuiper, quay quanh Mặt trời ở khoảng cách 36,8-50.0 AU cứ sau 286 năm và 2 tháng (104,527 ngày). Quỹ đạo của nó có độ lệch tâm quỹ đạo là 0.15 và độ nghiêng quỹ đạo là 31° so với hoàng đạo. Hiện tại nó cách 39 AU từ Mặt trời.
Một khám phá đầu tiên được thực hiện tại Đài quan sát Siding Spring năm 1982, kéo dài vòng quan sát của ngôi sao thêm 22 năm trước khi quan sát khám phá chính thức tại Palomar.

## Tính chất vật lý

### Chu kỳ xoay
Vào năm 2009, các nhà thiên văn học đã thu được một đường cong trơn quay của 2004 NT33 từ các quan sát trắc quang, được chụp tại Kính viễn vọng Quốc gia Galileo (TNG) trên đảo La Palma và tại Đài thiên văn Sierra Nevada ở Granada, cả hai đều nằm ở Tây Ban Nha. Đường cong trơn không rõ ràng cho thời gian quay là 7,87 giờ với biên độ sáng thấp 0,04 độ (U=1).

### Đường kính và suất phản chiếu
Theo khảo sát "TNOs are Cool", sử dụng các quan sát từ kính viễn vọng Herschel và Spitzer trên không gian, 2004 NT33 có đường kính 423 km và bề mặt của nó có một suất phản chiếu hình học trực quan là 0,125, trong khi Liên kết Asteroid Lightcurve giả sử một suất phản chiếu là 0,10 và tính toán đường kính 482,53 km với cường độ tuyệt đối là 4,7. Michael Brown ước tính đường kính lớn hơn 513 km, dựa trên suất phản chiếu hình học 0,08 và cường độ tuyệt đối 4,9, khiến nó trở thành "hành tinh lùn rất có thể" theo đánh giá của ông.

## Đặt tên
Tính đến năm 2017, hành tinh nhỏ này vẫn chưa được đặt tên.